# Les Masters de feu
Les Masters de feu est un festival d’art pyrotechnique organisé en septembre de chaque année à Compiègne. Ce concours met en concurrence trois 
artificiers internationaux au cours duquel se déroule une compétition internationale d'art pyrotechnique avec une thématique imposée chaque année. 
Le concours se déroule en 4 ans : chaque année pendant 3 ans, trois artificiers internationaux s’affrontent, le gagnant reçoit un Master d’argent. La quatrième année voit s’affronter les trois vainqueurs du master d’argent lors de la finale pour gagner le Master d’or. Les Masters de platine réunissant les lauréats des trois premiers Masters d’or aura lieu en 2030.

## Historique
Le concours des Masters de feu est créé dans une région ayant connu une tradition importante de concours de feu d’artifice, notamment avec la disparition des très populaires Nuits de feu qui se déroulait à Chantilly de 1987 à 2010 à la suite de l'arrêt des subventions. Édouard Grégoire, directeur artistique de la société ArtEventia, décide alors de lancer un concours international à Compiègne relançant ainsi en Picardie la tradition des concours internationaux de pyrotechnie, en essayant d'atteindre l'équilibre économique sans subvention,,.
Les Masters de feu se déroulent pour la première fois le 24 septembre 2016 à l’hippodrome de Compiègne. Les Master de feu attirent alors plus de 10 000 personnes. Le Master de 2016 a été remporté par l’Italie, avec pour thème imposé "Dessine-moi la nature. Le jury de la première édition est présidé par Philippe Candeloro, Jean Marc Solbes, Noémie Vialard, Philippe Marini, Evelyse Guyot, Coralie Lefebvre.
Lors de l’édition 2017, le thème est "Les secrets des capitales européennes" et c’est la Grèce qui remporte le Master d’argent. Les membres du jury sont Caroline Kromwel, Guillaume Pley, Jérémy Charvet, Bruno Giorgini, Philippe Marini, Philippe Candeloro, Sophie Goupil et Yannick Le Gall. La présidente du jury est Sandra Lou.
La troisième édition se déroule le 22 septembre 2018, le thème est le cinéma, avec comme président du jury l’acteur Gérard Jugnot. Les autres membres du jury sont Sandra Lou, Philippe Candeloro, Jean-Marc Solbes, Jeremy Charvet, Sophie Goupil, Philippe Marini, Antoine Gilibert, Amandine Coclez. Le spectacle attire plus de 10 000 personnes et est remporté par la société Grand Final pour la France.
L'édition 2019 a vu se dérouler la grande finale. Elle a réuni les lauréats des Master d'argent et a eu lieu le 21 septembre 2019.
La 5ème édition des Masters de Feu s'est déroulé le 17 septembre 2022. Le public a pu découvrir 4 compétiteurs internationaux pour cette édition spéciale dont le thème était "Autour du monde".
L'édition 2023 a eu lieu le 30 septembre 2023 devant 12 000 spectateurs, toujours à l'hippodrome de Compiègne. Le thème était l'opéra.
L'Allemagne remporte le trophée cette année.
L'édition 2024 s'est tenue le 24 septembre 2024 à l'hippodrome de Compiègne, devant un public de 12 000 spectateurs. Le thème de cette année était Pop rock et la Finlande a remporté le trophée se qualifiant pour les Masters d'Or. Le Jury a été présidé par l'acteur et chanteur Jeremy Charvet.

## Vainqueurs
| Année | 1er Prix Master d'argent           | Prix du Public                     | 2e place / Prix spécial du Jury    | 3e place                       | Ouverture et Clôture |
| ----- | ---------------------------------- | ---------------------------------- | ---------------------------------- | ------------------------------ | -------------------- |
| 2024  | JoHo Pyro Finlande                 | Martarello Group Italie            | Pyrotex Fireworks Royaume-Uni      | Martarello Group Italie        | ArtEventia France    |
| 2023  | Pyrogènie feuerwerk Gmbh Allemagne | Pyrogènie feuerwerk Gmbh Allemagne | Pyro-Technic Transilvania Roumanie | Nuvu kft. Hongrie              | ArtEventia France    |
| 2022  | Sugyp Suisse                       | Carat Pyrotechnie France           | Hermanos Cabller Espagne           | Privatex Pyro Slovaquie        | ArtEventia France    |
| 2019  | Grand Final France                 | Nanos Fireworks Grèce              | Nanos Fireworks Grèce              | Parente Fireworks Italie       | ArtEventia France    |
| 2018  | Grand Final France                 | Grand Final France                 | Surex Pologne                      | Apogée Canada                  | ArtEventia France    |
| 2017  | Nanos Fireworks Grèce              | HC Pyrotechnics Belgique           | HC Pyrotechnics Belgique           | Smart Pyrotechnics Royaume-Uni | ArtEventia France    |
| 2016  | Parente Fireworks Italie           | Parente Fireworks Italie           | Fire event Autriche                | Pirotecnia Caballer Espagne    | ArtEventia France    |